# مارك بيليجرينو
مارك بيليجرينو (بالإنجليزية: Mark Pellegrino)‏ (و. 1965  م) هو ممثل أفلام، وممثل تلفزي أمريكي، ولد في لوس أنجلوس. اشتهر بدوره لوسيفر من مسلسل خارق للطبيعة، وجايكوب من مسلسل ضياع.

## وصلات خارجية
- مارك بيليجرينو على موقع IMDb (الإنجليزية)
- مارك بيليجرينو على موقع ألو سيني (الفرنسية)
- مارك بيليجرينو على موقع ميوزك برينز (الإنجليزية)
- مارك بيليجرينو على موقع أول موفي (الإنجليزية)
- مارك بيليجرينو على موقع قاعدة بيانات الأفلام السويدية (السويدية)
- مارك بيليجرينو على موقع إن إن دي بي (الإنجليزية)
- مارك بيليجرينو على موقع قاعدة بيانات الفيلم (الإنجليزية)
- مارك بيليجرينو على موقع كينوبويسك (الروسية)